# Денисов, Иван Фёдорович
Иван Федорович Денисов (19 декабря 1924 — 14 мая 1995) — советский военнослужащий, участник Великой Отечественной войны, Герой Советского Союза. Командир взвода автоматчиков 102-го гвардейского стрелкового полка 35-й стрелковой дивизии, 8-я гвардейская армия, 1-й Белорусский фронт.

## Биография
Родился 19 декабря 1924 года в селе Новая Письмянка (ныне город Лениногорск Республики Татарстан) в семье рабочего. Русский. В 1939 году окончил Шанталинскую неполную среднюю школу в Куйбышевской области. В Советской Армии с 1941 года.
На фронтах Великой Отечественной войны с декабря 1941 года. В 1943 году окончил Моршанское пулемётно-миномётное училище.
Командир взвода автоматчиков 102-го гвардейского стрелкового полка (35-й гвардейской стрелковой дивизии, 8-я гвардейская армия, 1-й Белорусский фронт) гвардии лейтенант Денисов отличился в боях за магнушевский плацдарм (Польша): 1 августа 1944 года во главе взвода в числе первых преодолел Вислу и захватил плацдарм. Подавляя огневые точки врага, взвод содействовал форсированию реки подразделениями полка. Звание Героя Советского Союза Ивану Фёдоровичу присвоено 24 марта 1945 года.
С 1946 года в запасе. Жил в городе Алма-Ате. Умер 14 мая 1995 года.

## Награды и звания
- Звание Герой Советского Союза.Указ Президиума Верховного Совета СССР от 24 марта 1945 года:
  - Орден Ленина,
  - Медаль «Золотая Звезда».
- Орден Отечественной войны I степени. Указ Президиума Верховного Совета СССР от 11 марта 1985 года.
- Медаль «За победу над Германией в Великой Отечественной войне 1941—1945 гг.». Указ Президиума Верховного Совета СССР от 9 мая 1945 года.
- Медали СССР.

## Память
Обелиск на Аллее Героев г. Лениногорск.